# Ernest Bramah

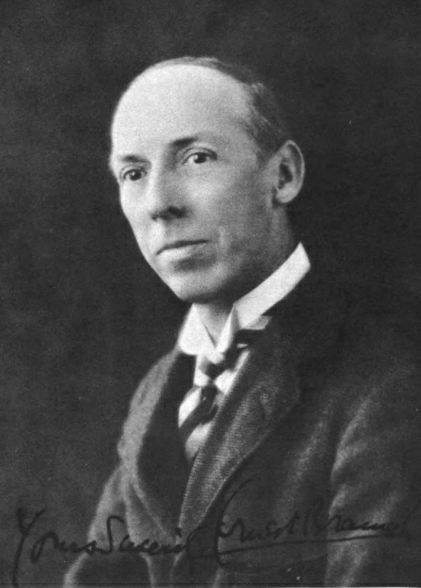
Ernest Bramah

Ernest Bramah als Ernest Brammah Smith (geboren am 20. März 1868 in Manchester; gestorben am 23. Juni 1942 in Weston-super-Mare, Somerset) war ein englischer Schriftsteller, der im Laufe seines Lebens 21 Bücher und zahlreiche Kurzgeschichten sowie weitere Werke veröffentlichte.
Seine humorvollen Werke werden mit jenen Jerome K. Jeromes und William Wymark Jacobs verglichen, ebenso seine Detektivgeschichten mit jenen Conan Doyles, seine politischen Science-Fiction-Geschichten mit H.G. Wells und seine Erzählung zum Übernatürlichen mit denjenigen Algernon Blackwoods. George Orwell merkte selbst an, dass Bramahs Buch What Might Have Been seinen eigenen Roman 1984 beeinflusst habe. Darüber hinaus kreierte er die seinerzeit populären literarischen Figuren Kai Lung und Max Carrados.

## Leben
Ernest Bramah wurde am 20. März 1868 als Sohn eines wohlhabenden Geschäftsmanns, der sich selbst in kürzester Zeit emporgearbeitet hatte, in Manchester geboren. Bramah verließ bereits mit 16 Jahren die Manchester Grammar School, obwohl er stets zu den Besten in allen Fächer gehört hatte. Daraufhin wandte er sich der Landwirtschaft zu, zunächst als einfacher Landarbeiter, später als Besitzer einer eigenen Farm, wobei ihn sein Vater mit beträchtlichen finanziellen Mitteln, umgerechnet £ 100.000 in heutiger Währung, unterstützte. Bereits während dieser Zeit schrieb Bramah kürzere regionale Skizzen für die Birmingham News. Im Anschluss daran schrieb er ein Buch über seine Abenteuer des Farmlebens, welches nur wenige Käufer fand und eingestampft wurde. Nach diesem Landwirtschaftsdebakel erklärte sich sein Vater einverstanden, ihm weiterhin finanzielle Unterstützung bei seinem Weg in den Journalismus und die Schriftstellerei zu geben.
Bramah erreichte die Position des Sekretärs von Jerome K. Jerome und stieg zum Herausgeber seines Magazins The Minister auf. Nachdem er Jerome verlassen hatte, gab er andere Journale für eine Publikationsgesellschaft heraus, die jedoch später Bankrott anmelden musste.
Bramah erreichte kommerziellen und literarischen Erfolg mit seiner Kreation des Chinesen Kai Lung, einem reisenden Geschichtenerzähler. Dieser tauchte erstmals in der Geschichte The Wallet of Kai Lung auf, die von acht Herausgebern abgelehnt wurde, bevor Grant Richards sie annahm und 1900 veröffentlichte. Gedruckt liegen diese humorvollen Geschichten bzw. Märchen, in denen Fantasy-Elemente wie Drachen und Götter auftauchen und Bramah ein regelrechtes Mandarin-Englisch konstruierte, bis heute vor. Bramah hatte wohl als junger Mann mehrere wohlhabende Chinesen kennengelernt, denen noch eine hochritualisierte, extrem höfliche Sprechweise des vorrevolutionären Reichs der Mitte geläufig war, in der beispielsweise das „Ich“ durch „diese Person“ ersetzt wurde, überschwängliche Komplimente in Richtung des Adressaten, unsichere Anschuldigungen gegenüber der eigenen Person und extrem viele Umschreibungen benutzt wurden. Erzähltechnisch bildete Bramah damit gewissermaßen die westasiatische Spielart des Orientalismus aus.
Bramah schrieb außerdem politische Science Fiction. Sein Buch What Might Have Been (1907), später veröffentlicht als The Secret of the League (1909) ist eine antisozialistische Dystopie, die Bramahs eigene konservative Weltanschauung reflektiert. George Orwell bezeichnete dieses Buch als eine seiner Quellen für 1984. Orwell selbst lobte die wenig bekannte Novelle Bramahs, die ebenfalls den Titel The Secret of the League (1907) trug und eine beachtenswerte Vorhersage des Aufstiegs des Faschismus machte. In diesem Buch erhöhte eine sozialistische Regierung die Steuern für die Mittelklasse erheblich, dehnte den Wohlstandsstaat und die Bürokratie extrem aus und verursachte eine Rentenkrise, bevor sie von einem allgemeinen Börsenkrach erschüttert wurde.
Zu einem Zeitpunkt, als der Ärmelkanal gerade einmal von einem Flugzeug durch Louis Blériot überquert wurde, sah Bramah Expressflugzeuglinien in 10.000 Fuß, ein nationales Telegraphen-Netzwerk, das Faxgerät und eine Kode-Schreibmaschine voraus, die durchaus der Enigma ähnelte.
1914 erschuf Bramah die literarische Figur des blinden Detektivs Max Carrados. Nachdem er bereits die abseitige Idee hatte, dass ein Blinder Detektiv sein könnte, verglich er in der Einleitung zum zweiten Carrados-Roman The Eyes of Max Carrados das Engagement seines Helden mit dem Leben realer Blinder seiner Nation wie Nicholas Saunderson, Professor für Mathematik in Cambridge, dem Straßenbauer John Metcalf alias Blind Jack of Knaresborough, dem Londoner Richter und Magistrat John Fielding, von dem man sagte, dass er 3.000 Diebe allein aufgrund ihrer Stimmen identifizieren könne, und Helen Keller. Allerdings muss man hinzufügen, dass Bramah bei Beschreibung der übersteigerten sonstigen sensitiven Fähigkeiten Carrados' übertrieb: Carrados, dem sonst sein Butler Parkinson assistierte, soll aufgrund der Empfindlichkeit seiner Fingerspitzen sogar in der Lage sein, eine normale Tageszeitung lesen zu können.
Die Max-Carrados-Geschichten erschienen parallel zu jenen des Sherlock Holmes in The Strand Magazine, erzielten hohe Verkaufszahlen und übertrumpften sogar zeitweilig den heute weltweit berühmteren Konkurrenten.
Bramah lebte zurückgezogen und gab nur wenig über sein Privatleben preis. Mit 74 Jahren starb er am 27. Juni 1942 als erfolgreicher Autor, der zeit seines Lebens ein großes Allgemeinwissen erworben hatte und als Experte in Numismatikerkreisen galt.

## Bibliografie
Kai Lung
Sammelausgaben:
- 1 The Wallet of Kai Lung (1900)
  - Deutsch: The Wallet of Kai Lung. Salzwasser Verlag, Paderborn 2012, ISBN 978-3-8460-1851-4 (E-Book).
- 2 Kai Lung’s Golden Hours (1922)
- 3 Kai Lung Unrolls His Mat (1928)
- 4 The Moon of Much Gladness, Related by Kai Lung (1932; auch: The Return of Kai Lung, 1937)
- 5 Kai Lung Beneath the Mulberry Tree (1940; auch: Kai Lung Beneath the Mulberry-Tree, 2013)
- 6 Kai Lung: Six (1974)
- The Kai Lung Omnibus (Sammelausgabe von 1–3; 1936)
- Kai Lung Raises His Voice (2010)

Kurzgeschichten:
- The Career of the Charitable Quen-Ki-Tong (1900, in: Ernest Bramah: The Wallet of Kai Lung)
- The Confession of Kai Lung (1900, in: Ernest Bramah: The Wallet of Kai Lung)
- The Experiment of the Mandarin Chan Hung (1900, in: Ernest Bramah: The Wallet of Kai Lung)
- The Probation of Sen Heng (1900, in: Ernest Bramah: The Wallet of Kai Lung)
- The Story of Yung Chang (1900, in: Ernest Bramah: The Wallet of Kai Lung)
- The Transmutation of Ling (1900, in: Ernest Bramah: The Wallet of Kai Lung)
- The Vengeance of Tung Fel (1900, in: Ernest Bramah: The Wallet of Kai Lung)
- The Vision of Yin, the Son of Yat Huang (1900, in: Ernest Bramah: The Wallet of Kai Lung; auch: The Vision of Yin, 1972)
- The Story of Chang Tao, Melodious Vision and the Dragon (1922, in: Ernest Bramah: Kai Lung’s Golden Hours; auch: The Dragon of Chang Tao, 1972)
- The Story of Hien and the Chief Examiner (1922, in: Ernest Bramah: Kai Lung’s Golden Hours)
- The Story of Lao Ting and the Luminous Insect (1922, in: Ernest Bramah: Kai Lung’s Golden Hours)
- The Story of Ning, the Captive God, and the Dreams That Mark His Race (1922, in: Ernest Bramah: Kai Lung’s Golden Hours)
- The Story of the Loyalty of Ten-teh, the Fisherman (1922, in: Ernest Bramah: Kai Lung’s Golden Hours)
- The Story of Wang Ho and the Burial Robe (1922, in: Ernest Bramah: Kai Lung’s Golden Hours)
- The Story of Weng Cho; or, The One Devoid of Name (1922, in: Ernest Bramah: Kai Lung’s Golden Hours)
- The Story of Wong Pao and the Minstrel (1922, in: Ernest Bramah: Kai Lung’s Golden Hours)
- The Story of Wong Ts’in and the Willow Plate Embellishment (1922, in: Ernest Bramah: Kai Lung’s Golden Hours)
- The Story of Yuen Yan, of the Barber Chou-hu, and of His Wife Tsae-che (1922, in: Ernest Bramah: Kai Lung’s Golden Hours)
- The Degraded Persistence of the Effete Ming-shu (1923, in: Ernest Bramah: Kai Lung’s Golden Hours; auch: The Malignity of the Depraved Ming Shu, 1963)
- The Encountering of Six Within a Wood (1923, in: Ernest Bramah: Kai Lung’s Golden Hours)
- The High-Minded Strategy of the Amiable Hwa-mei (1923, in: Ernest Bramah: Kai Lung’s Golden Hours)
- The Incredible Obtuseness of Those Who Had Opposed the Virtuous Kai Lung (1923, in: Ernest Bramah: Kai Lung’s Golden Hours)
- The Inexorable Justice of the Mandarin Shan Tien (1923, in: Ernest Bramah: Kai Lung’s Golden Hours)
- The Inopportune Behaviour of the Covetous Li-loe (1923, in: Ernest Bramah: Kai Lung’s Golden Hours)
- Not Concerned with Any Particular Attribute of Those Who Are Involved (1923, in: Ernest Bramah: Kai Lung’s Golden Hours)
- Of Which It Is Written: „In Shallow Water Dragons Become the Laughing-Stock of Shrimps“ (1923, in: Ernest Bramah: Kai Lung’s Golden Hours)
- The Out-Passing Into a State of Assured Felicity of the Much-Enduring Two with Whom These Printed Leaves Have Chiefly Been Concerned (1923, in: Ernest Bramah: Kai Lung’s Golden Hours)
- The Propitious Dissension Between Two Whose General Attributes Have Already Been Sufficiently Described (1923, in: Ernest Bramah: Kai Lung’s Golden Hours)
- The Timely Disputation Among Those of an Inner Chamber of Yu-ping (1923, in: Ernest Bramah: Kai Lung’s Golden Hours)
- The Timely Intervention of the Mandarin Shan Tien’s Lucky Day (1923, in: Ernest Bramah: Kai Lung’s Golden Hours)
- Ming Tseuen and the Emergency (1924, in: Ernest Bramah: The Specimen Case)
- The Story of Ching-Kwei and the Destinies (1927, in: Ernest Bramah: The Story of Wan and the Remarkable Shrub, and The Story of Ching-kwei and the Destinies)
- The Story of Wan and the Remarkable Shrub (1927, in: Ernest Bramah: The Story of Wan and the Remarkable Shrub, and The Story of Ching-kwei and the Destinies)
- The Story of Wan and the Remarkable Shrub, and The Story of Ching-kwei and the Destinies (1927)
- The Ignoble Alliance of Lin T’sing with the Outlaw Fang Wang, and How It Affected the Destinies (1940, in: Ernest Bramah: Kai Lung Beneath the Mulberry Tree)
- The Story of Prince Ying, Virtuous Mei, and the Pursuit of Worthiness (1940, in: Ernest Bramah: Kai Lung Beneath the Mulberry Tree; auch: The Story of Prince Ying, 1963)
- The Story of Sam-tso, the Family Called Wong, and the Willing Buffalo (1940, in: Ernest Bramah: Kai Lung Beneath the Mulberry Tree)
- The Story of Sho Chi, the No-Longer Merchant Ng Hon, and the Docile Linnets (1940, in: Ernest Bramah: Kai Lung Beneath the Mulberry Tree)
- The Story of the Poet Lao Ping, Chun Shin’s Daughter Fa, and the Fighting Crickets (1940, in: Ernest Bramah: Kai Lung Beneath the Mulberry Tree; auch: The Story of the Poet Lao Ping, 1963)
- The Story of Ton Hi, Precious Gem and the Incospicuous Elephant (1940, in: Ernest Bramah: Kai Lung Beneath the Mulberry Tree)
- The Story of Yin Ho, Hoa-mi, and the Magician (1940, in: Ernest Bramah: Kai Lung Beneath the Mulberry Tree)
- The Three Recorded Judgments of Prince Ying, from the Inscribed Scroll of Mou Tao, the Beggar (1940, in: Ernest Bramah: Kai Lung Beneath the Mulberry Tree)
- Kin Weng and the Miraculous Tusk (1941)
- The Story of Chung Pun and the Miraculous Peacocks (1974, in: Ernest Bramah: Kai Lung: Six; auch: Chung Pun and the Miraculous Peacocks, 2010)
- The Story of Kwey Chao and the Grateful Song Bird (1974, in: Ernest Bramah: Kai Lung: Six; auch: Kwey Chao and the Grateful Song Bird, 2010)
- The Story of Lam-Hoo and the Reward of Merit (1974, in: Ernest Bramah: Kai Lung: Six; auch: Lam-hoo and the Reward of Merit, 2010)
- The Story of Li Pao, Lucky Star and the Intruding Stranger (1974, in: Ernest Bramah: Kai Lung: Six; auch: Li Pao, Lucky Star and the Intruding Stranger, 2010)
- The Story of Sing Tsung and the Exponent of Dark Magic (1974, in: Ernest Bramah: Kai Lung: Six; auch: Sing Tsung and the Exponent of Dark Magic, 2010)
- The Story of Yuen Yang and the Empty Soo-Shong Chest (1974, in: Ernest Bramah: Kai Lung: Six; auch: Yuen Yang and the Empty Lo-Chee Crate, 2010)
- The Cupidity of Ah Pak or Riches No Protection Against Thunder-Bolts (2010, in: Ernest Bramah: Kai Lung Raises His Voice)
- The Destiny of Cheng, the Son of Sha-kien of the Waste Expanses (2010, in: Ernest Bramah: Kai Lung Raises His Voice)
- The Romance of Kwang the Fruit Gatherer and the Princess Suin-yu (2010, in: Ernest Bramah: Kai Lung Raises His Voice)
- The Subtlety of Kang Chieng (2010, in: Ernest Bramah: Kai Lung Raises His Voice)

The Secret of the League
- 1 What Might Have Been: The Story of a Social War (1907; auch: The Secret of the League : The Story of a Social War, 1909; korrigierte Fassung, hrsg. und eingeleitet von Jeremy Hawthorn: What Might Have Been: The Story of a Social War, 2017)

What Might Have Been: The Story of a Social War (London: John Murray, 1907) as Anonymous [hb/]
- 2 The War Hawks (in: Pall Mall Magazine, September 1909)

Max Carrados
Sammelausgaben:
- 1 Max Carrados (1914)
  - Deutsch: Dr. Carrados. Übersetzt von Franz Lichtenstein. Neufeld & Henius (Lutz Kriminalromane #12), Berlin 1930, DNB 578945894.
- 2 The Eyes of Max Carrados (1923)
  - Deutsch: Dr. Carrados und sein Diener. Ernst Bramah. Einzig rechtmäss. Übersetzt von Franz Lichtenstein. Neufeld & Henius (Lutz Kriminalromane #[13]), Berlin 1930, DNB 578945908.
- 3 Max Carrados Mysteries (1927)
- 4 The Bravo of London (1934)
- Best Max Carrados Detective Stories (1972)
  - Deutsch: Max Carrados, der blinde Detektiv : Klassische Kriminalstories. Übersetzt von Christiane Nogly. Heyne-Bücher #1519, München 1973, DNB 730390381.
- Four Max Carrados Detective Stories (2004)

Kurzgeschichten:
- The Clever Mrs. Straithwaite (1914, in: Ernest Bramah: Max Carrados)
- The Coin of Dionysius (1914, in: Ernest Bramah: Max Carrados)
- The Comedy at Fountain Cottage (1914, in: Ernest Bramah: Max Carrados)
- The Game Played in the Dark (1914, in: Ernest Bramah: Max Carrados)
- The Knight’s Cross Signal Problem (1914, in: Ernest Bramah: Max Carrados)
- The Last Exploit of Harry the Actor (1914, in: Ernest Bramah: Max Carrados)
- The Tilling Shaw Mystery (1914, in: Ernest Bramah: Max Carrados)
- The Tragedy at Brookbend Cottage (1914, in: Ernest Bramah: Max Carrados)
- The Disappearance of Marie Severe (1923, in: Ernest Bramah: The Eyes of Max Carrados)
- The Eastern Mystery (1923, in: Ernest Bramah: The Eyes of Max Carrados; auch als: The Secret of Headlam Height)
- The Ghost at Massingham Mansions (1923, in: Ernest Bramah: The Eyes of Max Carrados)
- The Ingenious Mr. Spinola (1923, in: Ernest Bramah: The Eyes of Max Carrados)
- The Kingsmouth Spy Case (1923, in: Ernest Bramah: The Eyes of Max Carrados)
- The Missing Actress Sensation (1923, in: Ernest Bramah: The Eyes of Max Carrados)
- The Mystery of the Poisoned Dish of Mushrooms (1923, in: Ernest Bramah: The Eyes of Max Carrados)
- The Secret of Dunstan’s Tower (1923, in: Ernest Bramah: The Eyes of Max Carrados)
- The Virginiola Fraud (1923, in: Ernest Bramah: The Eyes of Max Carrados)
- The Strange Case of Cyril Bycourt (1927, in: Ernest Bramah: Max Carrados Mysteries)

Romane
- The Mirror of Kong Ho (1905)
- A Little Flutter (1930)

Sammlungen
- The Specimen Case (1924; enthält Erzählungen aus den Serien Kai Lung, Max Carrado und andere)
- Ernest Bramah : Short Stories of To-day and Yesterday (1929)
- Celestial Omnibus (1940)

Kurzgeschichten
- The Ill-Regulated Destiny of Kin Yen, the Picture-Maker (1900, in: Ernest Bramah: The Wallet of Kai Lung; auch: Kin Yen, the Picture-Maker, 1937)
- Who Killed Charlie Winpole? (1923)
- The Curious Circumstances of the Two Left Shoes (1929, in: The World's best one hundred detective stories, v. 8)
- Whereby the Angle at Which Events Present Themselves May Be Varied (1940, in: Ernest Bramah: The Celestial Omnibus)

Deutsche Veröffentlichung:
- Der Gattenmörder. Ernst Bramah. Heim-Verlag, DNB 572493398.

Theateradaptionen
- The Mirror of Kong Ho (1930)[7]
- The Moon of Much Gladness (1932)

Sachliteratur
- English Farming and Why I Turned It Up (1894; Autobiografie).
- A Guide to the Varieties and Rarity of English Regal Copper Coins. Charles II – Victoria, 1671-1860 (1929)